# Istria (Constanța)
Istria (antiguamente Caranasuf) es una comuna rumana del condado de Constanța.

## Toponimia
El nombre antiguo del lugar puede encontrarse escrito con formas como Cara-Nasuf o Caranasuf. Pasó a llamarse Istria.

## Geografía
La comuna está ubicada junto a la orilla occidental de la laguna costera de Sinoe, en la región de Dobruja septentrional, 

## Historia
Hacia comienzos del siglo XX la comuna, que por entonces pertenecía al condado de Tulcea, tenía contabilizada una población de 1336 habitantes, entre los cuales había 23 rumanos, 1095 búlgaros, 203 tártaros, 6 griegos, 2 armenios y 7 judíos. Estaba formada por las localidades de Cara-Nasuf y Duimgi.
En la segunda mitad del siglo XX la comuna había pasado a formar parte del condado de Constanța y estaba compuesta por las localidades de Istria y Nuntași. En el censo de 2021 la comuna tenía una población de 2321 habitantes.